# Маліново-Нове
Маліново-Нове (пол. Malinowo Nowe) — село в Польщі, у гміні Червін Остроленцького повіту Мазовецького воєводства.
Населення — 195 осіб (2011).
У 1975-1998 роках село належало до Остроленцького воєводства.

## Демографія
Демографічна структура станом на 31 березня 2011 року:
|          | Загалом | Допрацездатний вік | Працездатний вік | Постпрацездатний вік |
| -------- | ------- | ------------------ | ---------------- | -------------------- |
| Чоловіки | 93      | 23                 | 55               | 15                   |
| Жінки    | 102     | 26                 | 49               | 27                   |
| Разом    | 195     | 49                 | 104              | 42                   |